# E.Leclerc
E.Leclerc è una catena di ipermercati e supermercati francesi fondata nel 1949 da Édouard Leclerc con l'apertura del primo punto vendita a Landerneau.
Da allora, l'insegna E.Leclerc si è diffusa in tutta la Francia, tanto da diventare la prima catena della grande distribuzione organizzata del paese, tenendo testa ad altri grandi distributori quali Carrefour, Auchan e Les Mousquetaires - Intermarché.
E.Leclerc aderisce alla centrale d'acquisto europea Coopernic.

## Storia

### Dalla fondazione
Nel 1949, Édouard Leclerc apre il suo primo negozio, a Landerneau, in Bretagna, sullo stesso modello del negozio di alimentari self-service inventato da Félix Potin nel 1844 . Successivamente, negli anni '50, un nuovo marchio chiamato E.Leclerc vêtements apre la sua porte e il sessantesimo centro E.Leclerc apre i battenti anche a Issy-les-Moulineaux grazie all'imprenditore Jean-Pierre Le Roch. Nel 1962 è stato creato la centrale unica di acquisto GALEC - Groupement d'Achats E.LECLERC. Dal 1969 75 centri si ritirarono per formare il futuro gruppo Intermarché. Negli anni sono stati fondati diversi spazi come Le Manège à Bijoux nel 1986, E.Leclerc Voyages nel 1987, L'auto E.Leclerc nel 1988 e la Parafarmacia E.Leclerc nel 1988 dopo la fine del monopolio dei farmacisti sulla vendita prodotti di parafarmacia.
Nel 1973 Édouard Leclerc ha inserito il concetto di fiere del vino, che ha lanciato nei suoi supermercati.
Nel 1991, E.Leclerc lancia una prima fascia di prezzo e crea il marchio Tissaia, il primo marchio di abbigliamento E.Leclerc. Nel 1992 apre il suo primo negozio a Pamplona in Spagna e inizia ad espandersi in Europa.
Il primo Centro Culturale E.Leclerc ha aperto i battenti nel 1994. La società ha interrotto la distribuzione di sacchetti di plastica usa e getta nel 1996.
Il marchio Repère è stato lanciato per la prima volta nel 1997 dal marchio. L'anno successivo, apertura della prima profumeria E.Leclerc “Une heure pour soi”. Nel 1998, E.Leclerc e il gruppo Système U hanno unito le forze e creato un centro acquisti comune chiamato Lucie. L'accordo durerà solo tre anni. Solo l'attività di acquisto di carburante è sopravvissuta e l'entità è stata ribattezzata Synergie.

### In Italia
Nel 2001 Conad, dopo aver aperto 11 ipermercati a cavallo tra il 1990 e il 2001 con il brand "Pianeta - L'iper Conad", si allea con E. Leclerc per il rilancio di questa tipologia, attraverso una joint venture, creando l'insegna "E. Leclerc Conad".
Nel 2002 la partnership Conad - E. Leclerc entra nella fase operativa con la costituzione di Conalec, società licenzataria per dieci anni del marchio E.Leclerc in Italia, che ha avuto il compito di regia nello sviluppo degli ipermercati in Italia.
Nel 2011, alla scadenza del contratto decennale di Conalec, Conad e E. Leclerc rinnovano l'accordo per lo sviluppo degli ipermercati di Conad, valido per un altro decennio.
Questa joint venture si concluse nel 2014 dopo che i francesi lasciarono l'alleanza paneuropea Core. Conad, di conseguenza, rinomina tutti gli oltre 40 ipermercati "E. Leclerc Conad" presenti sul suolo italiano, a seconda delle dimensioni, in "Conad Superstore" e "Conad Ipermercato". Quest'ultimi, gradualmente rinominati in Spazio Conad, a partire dal 2019. A seguito dell'acquisizione di Auchan Retail Italia S.p.A. da parte di Conad.

### In Europa
Dopo aver registrato una larga diffusione nella Francia, la catena s'è diffusa anche in altri paesi europei con i seguenti numeri:
- 561 punti in Francia, di cui: 391 ipermercati, 131 supermercati e 39 magazzini specializzati.
- 41 punti vendita in Italia  dal 2002 in alleanza con Conad, da cui nasce l'insegna E.Leclerc - Conad (solo ipermercati) poi conclusa nel 2014.
- 16 punti vendita in Polonia  presente dal 1995 con il punto vendita di Varsavia.
- 12 punti vendita in Portogallo.
- 7 punti vendita in Spagna  presente dal 1992 con il punto vendita di Pamplona.
- 2 punti vendita in Slovenia.

### Oggi
Il 17 settembre 2012, Édouard Leclerc, fondatore del Gruppo, muore all'età di 85 anni.
Il 16 luglio 2015, l'azienda annuncia il lancio di Réglo Musique, un'applicazione dedicata a streaming di musica a pagamento.
Nel marzo 2018, E.Leclerc annuncia il lancio del suo servizio di e-commerce a Parigi "Leclerc chez moi", che consegna a domicilio.
Il gruppo E.Leclerc, nel luglio 2018, entra nel mercato dell'approvvigionamento energetico con il suo E.Leclerc energies che offre elettricità verde.
Nel luglio 2019, il Ministero dell'Economia e delle Finanze ha sanzionato il gruppo Leclerc per una multa record di 117 milioni di euro per pratiche commerciali abusive. Denunciando l'incapacità delle autorità pubbliche francesi, il gruppo Leclerc farà in seguito ricorso alla Corte di giustizia dell'Unione europea per difendersi da Bercy.
Nel febbraio 2020, la Union des groupements de pharmacies d'officine ha nuovamente annunciato un'azione legale contro il gruppo per "pubblicità ingannevole" sui prodotti di parafarmacia. 
In Ottobre 2020, Leclerc firma la carta del governo "Obiettivo 100.000 terminali" insieme ad altre società di distribuzione francesi come Lidl, Système U e GreenYellow: l'obiettivo di questa carta è la distribuzione di 100.000 punti di ricarica per veicoli elettrici.
Il 23 dicembre 2020, il presidente del comitato strategico dell'azienda, Michel-Édouard Leclerc, ha rilasciato un'intervista su LCI annunciando che il Covid-19 ha consentito l'esplosione del commercio online. Nel 2020 il gruppo Leclerc ha realizzato un fatturato di 4 miliardi di euro grazie al solo settore dell'e-commerce (tramite la funzionalità di Drive Through).